# Кавендиш-Бентинк, Уильям, 6-й герцог Портленд
Уильям Джон Чарльз Джеймс Артур Кавендиш-Бентинк (англ. William John Arthur Charles James Cavendish-Bentinck; 28 декабря 1857, Данкелд, Шотландия, Великобритания — 26 апреля 1943) — британский аристократ, 6-й герцог Портленд с 1879 года, кавалер ордена Подвязки с 1900 года. Унаследовал герцогский титул от своего двоюродного племянника Уильяма Кавендиш-Скотт-Бентинка, в 1880 году получил от мачехи титул 2-го барона Болсовера. Был консервативным политиком, занимал придворную должность шталмейстера (1886—1892, 1895—1905), пост лорда-лейтенанта Ноттингемшира (1898—1939). Был награждён орденами Бельгии, Испании, Сербии.
Герцог был женат на Уинифред Даллас-Йорк, дочери Томаса Даллас-Йорка. В этом браке родились трое детей:
- Виктория (1890—1994), жена Майкла Эрскина Вемисса[3][5];
- Уильям, 7-й герцог Портленд (1893—1977)[3][6];
- Фрэнсис (1900—1950), умерла бездетной[3][7].